# Eimeria elipsoidalis
Eimeria elipsoidalis należy do królestwa protista, rodziny Eimeriidae, rodzaj Eimeria wywołuje u bydła chorobę pasożytniczą - kokcydiozę bydła zwaną też czerwonką bydła. Eimeria elipsoidalis pasożytuje w jelicie cienkim, jelicie ślepym oraz okrężnicy.